# Енсдорф (Саар)
Енсдорф (нім. Ensdorf) — громада в Німеччині, знаходиться в землі Саар. Входить до складу району Саарлуї.
Площа — 8,39 км2. Населення становить 6502 ос. (станом на 31 грудня 2021).